# Протасово (Алтайский край)
Протасово — село в Алтайском крае, Немецкого национального района, центр одноимённого сельского поселения. В селе действует почтовое отделение, средняя школа, детский сад «Одуванчик», отделение Сбербанка, церковь евангельских христиан-баптистов. 
Население — 1108 чел. (2021)
Протасово расположено в Кулундинской степи, в 25 км к северо-востоку от райцентра Гальбштадт, высота над уровнем моря 133 м, ближайшая железнодорожная станция — Славгород Западно-Сибирской железной дороги — в 75 км.

## История
Село было основано в 1907 году (по другим данным в 1908 году) в составе Орловской волости Барнаульского уезда Томской губернии меннонитами из молочанской и хортицкой колоний и Уфимской губернии. В 1910 году была открыта церковно-приходская школа, к 1911 году 155 жителей села владели 3559 десятинами земли. В годы Первой мировой войны четыре жителя были мобилизованы в армию.
В 1930 году создана сельхозартель «Красный Октябрь». Впоследствии колхоз переименовывался в колхоз «Социализм», имени Тухачевского. Во время Великой Отечественной войны было призвано 14 человек, основная часть взрослого населения (около 40 человек) была мобилизована в трудармию. Мужчин направили в Кузбасс, на Тульские угольные шахты, женщин — на Михайловский содокомбинат и лесоповал.
В ноябре 1951 года пять мелких хозяйств в поселениях Протасово, Никольское, Красный Дол, Мирное, Чистое объединили в колхоз имени Энгельса с центральной усадьбой в Протасово.
В конце 1980-х началась эмиграция в Германию: в 1987 году в Германию выехала первая семья, в 1990 году уже 56 человек
В июле 1992 года колхоз имени Энгельса переименован в колхоз «Алтай» (позже СХК КЛХ «Алтай»). Приказом Министерства сельского хозяйства от 29 января 1993 года в колхозе организован племзавод по разведению крупного рогатого скота красной степной породы. Весной 2010 года колхоз приобрел агрохолдинг «Изумрудная страна».

## Население
| 1997  | 1998  | 1999  | 2000  | 2001  | 2002  | 2003  |
| ----- | ----- | ----- | ----- | ----- | ----- | ----- |
| 1721  | ↗1735 | ↘1640 | ↘1634 | ↘1554 | ↘1427 | ↘1401 |
| 2004  | 2005  | 2006  | 2007  | 2008  | 2009  | 2010  |
| ↗1452 | ↗1501 | ↗1562 | ↘1537 | ↗1583 | ↘1420 | ↘1270 |
| 2011  | 2012  | 2013  | 2014  | 2015  | 2016  | 2017  |
| ↗1271 | ↘1254 | ↘1240 | ↗1247 | ↘1204 | ↘1174 | ↘1170 |
| 2018  | 2019  | 2020  | 2021  |       |       |       |
| ↘1163 | ↘1131 | ↘1113 | ↘1108 |       |       |       |